# Aphos
Aphos is een monotypisch geslacht van straalvinnige vissen uit de familie van kikvorsvissen (Batrachoididae).

## Soort
- Aphos porosus (Valenciennes, 1837)